# フィン (スター・ウォーズ)
フィン (Finn) は、『スター・ウォーズ』シリーズに登場するキャラクターである。『スター・ウォーズ/フォースの覚醒』でメインキャラクターとして初登場した。フィンは幼い頃誘拐されてファースト・オーダーのストームトルーパーとして育てられた。しかし、謎の女性レイやレジスタンスのエースパイロットのポー・ダメロン、彼のドロイドのBB-8らと出会い、ファースト・オーダーを離反。レジスタンス（新共和国）に加わる。
イギリス人俳優のジョン・ボイエガが演じる。日本語吹き替えは杉村憲司が担当。

## 概要
初期段階での名前はサムで、脚本家のローレンス・カスダンによるアイデアだった。『フォースの覚醒』の初期の草稿を用意したマイケル・アーントは次のように述べている。
監督のJ・J・エイブラムスは、『フォースの覚醒』でフィンを含め新しいスターウォーズのキャラクターの役者にあえて無名の俳優をあてようと考えた。イギリスのSF映画『アタック・ザ・ブロック』（2011年）でデビューしたジョン・ボイエガの演技に感動したエイブラムスはジョンをフィン役のオーディションに招待し、およそ7ヶ月に及ぶオーディションを勝ち抜きジョンはフィン役を射止めた。『フォースの覚醒』のプロデューサーの1人であるキャスリーン・ケネディは次のように述べている。
フィンの名前が公的に発表されたのは『フォースの覚醒』の特報が公開された直後の2014年12月。フィンのストームトルーパーとしてのコードネームFN-2187は、1977年公開のシリーズ第1作目『エピソード4』でレイア姫が拘留された独房 (cell) の番号を示している。なお、「Cell 2187」はアーサー・リプセットの短編映画『21-87』を参照していると言われている。
エイブラムスはフィンが姓を持たないことは故意であり、彼のフルネームや背景が将来の映画で明らかになることを示唆していたが、映画の中で「フィン」は彼のストームトルーパー番号「FN」から派生した名前であることが明らかになった。結局三部作の最終章『スカイウォーカーの夜明け』でもフィンの出自やフルネームが明かされることはなかった。

## 経歴
フォースの覚醒以前
｢フィン｣ことFN-2187は、幼い頃に誘拐されて家族の下から引き離され、キャプテン・ファズマのもとで効率的で忠実、かつ容赦ないストーム・トルーパーになるよう訓練された。FN-2187はファズマから｢兵士としては最優秀｣と高く評価されていた一方で、戦闘・殺人への躊躇や過度な仲間意識について懸念されており、時々個人的な忠告も受けていた。
フォースの覚醒
ジャクーへの襲撃に参加した際に仲間の死を目の当たりにし、村人の虐殺に抵抗を感じたFN-2187は発砲命令に従わず、スター・デストロイヤー｢ファイナライザー｣への帰投後にファズマから叱責される。その際ファースト・オーダーの行いに強い疑念を抱いた彼は離反を決意し、ジャクーで捕らえられたレジスタンスのパイロット、ポー・ダメロンとともにTIEファイターをジャックし、ファイナライザーから脱出する。この時、番号呼びに難色を示したポーは、「FN-2187」の「FN」を捩って彼を｢フィン｣と名付けた。また、脱出中にポーからレジスタンスの極秘任務と彼のドロイドが機密情報を持っていることを聞かされる。
その後、2人が乗る機体はミサイルを被弾しジャクーに墜落、ポーとフィンは離れ離れになる。砂漠をさまよった末に交易地に着いたフィンは、ポーのドロイドであるBB-8とBB‐8を保護した現地の女性レイと出会い、その場でレジスタンスのメンバーだと嘘をつく。その直後にファースト・オーダーの追っ手が迫っていることを知り、2人とともに逃走。放置されていた古い宇宙船を盗んで追っ手を返り討ちにし、そのまま惑星を脱出した。その後ハン・ソロやチューバッカが乗る貨物船に鹵獲され、そこで逃走に使った宇宙船がかのミレニアム・ファルコンであることや、フォースやジェダイが実在することを聞かされる。ハンとギャングとの諍いに巻き込まれた後、フィンはハンにレジスタンスの基地へ安全にBB-8を届けたいという目的を伝え、ハンはそのための船を探しに2人とBBを惑星タコダナのマズ・カナタの酒場に連れて行った。
タコダナに着いたフィンだったが、マズに｢何かから逃げている｣ことを見抜かれ、その事を追及したレイに自分はファースト・オーダーからの脱走兵であり、レジスタンスだというのは嘘であることを告白して彼女のもとを去る。その後、アウター・リムに逃走するための船を見つけ荷造りをしていた所に、ファースト・オーダーの超兵器｢スターキラー基地｣からの砲撃で共和国の首都が破壊されたという報が舞い込み、同時にファースト・オーダーによるタコダナへの攻撃が始まった。森に逃げたレイを探すため、フィンはハン、チューバッカとともに、マズに渡されたライトセーバーを起動して戦い、彼の裏切り行為をなじるストーム・トルーパーとも対決する。最終的にレジスタンスの援軍もあってファースト・オーダーは撤退したが、フィンはレイがカイロ・レンに連れ去られる場面を目撃した（ホズニアン事変・タコダナの戦い）。
惑星ディカーのレジスタンス基地でポーと再会したフィンはレジスタンスの指導者レイア・オーガナと面会し、スターキラー基地の情報をレジスタンスに提供する。さらにファースト・オーダーの次の砲撃の目標がディカーと知ったレジスタンスは基地の破壊を決断し、レイを救いたいフィンもその作戦に志願する。ハンやチューバッカとともに先遣隊として基地に侵入したフィンは、ファズマを脅して惑星を覆うシールドを解除させることでレジスタンスの攻撃を導き、さらに自力で脱出していたレイとの合流にも成功した。その後、一行は兵器の熱エネルギーを密封するオシレーターに爆薬を仕掛けていたが、その途中でハンはカイロ・レンを見つけ、父として説得を試みるが、スノークを選んだレンに刺殺されてしまう（レンの本名は｢ベン・ソロ｣であり、ハンとレイアの息子にあたる）。
オシレーターを爆破した後に脱出したフィンとレイは、森の中で待ち構えていたカイロ・レンと対峙する。フィンは気絶したレイの代わりにライトセーバーでレンと対決し、お互いに傷を負わせるが、最終的にフィンは鍔迫り合いで押され、その直後に背中を切られて意識を失う。その後、レンを打ち負かしたレイとファルコン号を操縦してきたチューバッカによって救出され、意識を失ったままレジスタンスの基地へと運ばれた（スターキラー基地の戦い）。
最後のジェダイ
レジスタンスはディカー基地からの撤退中にファースト・オーダーの襲撃を受けるが、ポーとレジスタンス爆撃隊の活躍でスター・ドレッドノート「フルミナトリックス」を破壊した。戦闘終了後、フィンは意識を取り戻しレイを探し始める。しかしレイはルークに会いに行った直後で、携帯用ビーコンからの信号を伝ってレイアと合流する手筈であった。レイア率いるレジスタンスのクルーザー「ラダス」はハイパースペースへジャンプして逃亡するも、直後に追いつかれる。これは、ファースト・オーダーの最新技術「アクティブ・トラッキング」によってハイパースペース空間に突入した敵に対しても追跡が可能なためであった（ディカーからの撤退）。
レジスタンス艦隊は速度の差を生かしてターボレーザー砲の射程圏外にとどまっていた。しかしカイロ・レン率いるTIEファイター部隊の攻撃で艦橋を破壊され、アクバー提督らレジスタンスの上層部はレイアを除いて全滅、レイアも意識不明の重体となった。レジスタンスはホルド提督の指揮下で逃げ続けることになるが、そんな中フィンは彼我の戦力差と逃走不可能な状況に絶望。レイアが落としたレイに居場所を伝える携帯用ビーコンを艦隊から遠ざけレイを助けるために脱出ポッドで逃亡しようとしたが、整備員のローズに力ずくで止められる。しかし、追跡の要であるトラッキング装置本体はファースト・オーダーの旗艦｢スプレマシー｣に積載されていることから2人はファースト・オーダーの追跡を振り払う方法を思いつき、ポーやBB-8らとともに行動を起こす（レジスタンス艦隊への追撃）。
マズに連絡を取ると、胸に赤いプロムの花をつけた「マスター・コードブレイカー」を探すように告げられ、フィンはローズ、BBとともに惑星カントニカへ向かう。しかし接触直前に駐車違反で逮捕されてしまい、入れられた房でDJという泥棒に遭遇。彼とBB-8に脱獄を手伝われ、フィンはローズとともに厩舎から逃がしたファジアーに乗って逃亡する。最終的にDJとBBが盗んだ武器商人の船に乗り移ることで逃亡に成功した。その際DJに「すべて機械仕掛けなんだよ、相棒。自由に生きろ。関わるな。」と言われる。そのままスノークの旗艦に侵入し、アクティブトラッキングのトラッカーを切る手前まで行ったがBB-9Eに通報されキャプテン・ファズマに囚われる。さらに、観念したDJが自由と引き換えにレジスタンスの作戦を密告してしまった。
レジスタンス側ではレイアが復活し、ポーらのクーデタも鎮圧された。ファースト・オーダーはラダスを追尾していてそちらにしか手が回らないことを知っていたホルドは、小型輸送船で反乱軍の旧基地がある塩と岩の惑星クレイトに生存者を逃がしていた。しかし、DJの情報によってファースト・オーダーに作戦が発覚し輸送船が撃墜され始める。それを見たホルドは緻密な計算のもと特攻により｢スプレマシー｣を破壊し、その結果輸送船団は全滅を免れ、フィンとローズは処刑される寸前で助かった。その後、フィンはキャプテン・ファズマとの一騎打ちに勝利。ハンガーに駐機されていたシャトルを奪って脱出し、レジスタンスと合流した。
スノークを殺害し最高指導者となったカイロ・レンは、レジスタンスの生き残りを殲滅するべくクレイトに地上部隊を降下させる。レジスタンスは援軍が来るまで持ち堪えるために防護壁を降ろすが、ファースト・オーダーはそれをも破壊できる兵器「バッタリング・ラム・キャノン」を用意しており、さらにレジスタンスの迎撃に備えてAT‐M6ウォーカーやTIEファイターをも配備していた。レジスタンスはキャノンを破壊するために旧型のスキー・スピーダーで攻撃を仕掛けるが、ファースト・オーダーの猛攻の前に窮地に追い込まれてしまった。途中で参加したミレニアム・ファルコン号がTIEファイター部隊を全滅させたが、ポーは圧倒的な戦力差を鑑みてキャノンの破壊を断念し、地上部隊に撤退を指示した。しかし、その命令に背いたフィンは1人で特攻を決断するが、衝突の寸前でローズが自らのスピーダーを衝突させて身を呈して救出したことで一命を取り留めた。フィンはローズの元に駆け寄るが、ローズはフィンにキスをして意識を失った。
最終的に防護壁は突破されてしまうが、全滅を覚悟したレジスタンスの前にルーク・スカイウォーカーの幻影が現れ、文字通り命を賭してファースト・オーダーを足止めする。その隙にレイアやポー、フィン、ローズらレジスタンスの生き残りは、洞窟の外からのレイの手助けも得て鉱山からの脱出に成功し、ファルコン号で脱出に成功した（クレイトの戦い）。
スカイウォーカーの夜明け
それから1年後、エイジャン・クロスに身を隠しながらレジスタンスの再建に尽力しチューバッカとポーの3人で諜報活動をしていた。そんな中、ファースト・オーダー内部のスパイから情報をR2-D2に転送する。その直後にTIEファイターの追跡に遭いミレニアム・ファルコンの下部銃座で交戦し無事に帰還した。そこで得た情報はなんと皇帝パルパティーンの生存が確認され潜伏場所はエクセゴルであると同時に道標のアイテムであるシスのウェイファインダーの存在を知り、レイと共にウェイファインダーを探しにチューバッカ、ポー、C‐3PO、BB-8らを旅に同行した。
パサーナではランド・カルリジアンと出会いジェダイ・ハンターオーチの所在を知りストーム・トルーパーの追跡を振り絞り。オーチの船とシスの短剣を発見した。そこでカイロ・レンが現れた所でチューバッカが捕まり輸送船で連れ去られた。レイはフォースの力で止めようとするがレンに邪魔されて遂にフォース・ライトニングで輸送船を破壊してしまう。『実はもう一隻の輸送船に連れ去られた。』同時にミレニアム・ファルコンも押収された。オーチ船で脱出した。レイ達はD-Oと出会い仲間に加わり、C-3POはシスの言葉を話すことを禁止するプログラムが仕込まれていた。ポーはキジーミに解読できる者がいることを思いつき、シス言語を解読する為にキジーミに向かった。
キジーミではポーの昔馴染みである。ゾーリ・ブリスと再会するが本人は過去にスパイス・ランナーズに属しておりレジスタンスに参加するため組織を去っていた。その時の遺恨が残っており、レイの説得により伝説の『ドロイド・スミス』バブ・フリックの手助けによりC-3POはシス語を話すことに成功するがその代償として記憶が全て消えることになった。その直後にチューバッカがスター・デストロイヤーに捕らわれいるのレイが感じ救出に向かった。レイとは別行動しポーとフィンはチューバッカを救出するが捕まり処刑される寸前でハックス将軍に助けれた。彼こそレジスタンスのスパイだと知る。そしてミレニアム・ファルコンを取り返しハックスはフィンに腕を撃つに言うが本人は足を撃った。協力した理由は『カイロ・レンが負ける所が見たい』と語った。そしてレイと合流し間一髪でキジーミを脱出した。
エンドアの海の月ケフ・バーにたどり着いた。彼らは破壊された第2デス・スターの残骸でウェイファインダーの場所が判明しそこでジャナ達と出合い船の修理で勤しんでいた。彼女は元ストームトルーパーで民間人を撃つ命令受けたが従えなかった。中隊全員で蜂起してケフ・バーに身を隠した。フィンも元ストームトルーパーであると明かし彼女と同じく民間人を撃つ命令に背いた。二人は意気投合した。無意識ながらフォースに導かれていた。レイが１人デス・スターに向かい。その後からジャナと共に追いカイロ・レンと決着を見届けるがレイは仲間達の元を去った。
フィン達は無事にエイジャン・クロスに帰還するがレイアが死去したことを知りショックを受けた。その後にD-Oのもたらした情報をポーに伝え、彼からも将軍に任命されルークのXウィングにレイが乗ったこと知りエクセゴルの道標になり最終決戦では地上部隊の指揮官としてナビゲーション・タワー破壊並びにファイナル・オーダー旗艦撃沈作戦に参加した。最初は劣勢を強いられていたレジスタンスは壊滅寸前でランド・カルリジアンが人民の艦隊を引き連れて参戦し一気に優勢に傾いた。そして遂にファイナル・オーダー旗艦の破壊に成功したがジャナと共に取り残されるがランドとチューバッカの操るミレニアム・ファルコンに助けられ脱出した。それと同時にレイがパルパティーンを倒しそのまま絶命したの感じた。しかし、息が吹き返されて生存を確認され共にエイジャン・クロスに帰還を果たし勝利の歓声と解放の喜びに満ちながら再会した。